# Delta Nav
Delta Nav Tulcea este un operator portuar din România.
Compania activează și cu șlepuri în sectorul transporturilor fluviale, deținând și un departament agricol prin care achiziționează și comercializează cereale, prestează servicii de condiționare și depozitare a cerealelor, și investește în culturi agricole în județul Tulcea.
Compania a fost înființată în anul 1991 și este deținută de un cetățean iranian prin firma GETCO AG SRL.
Număr de angajați în 2005: 209
Cifra de afaceri în 2005: 31 milioane lei

## Controverse
În anul 2004, Deltanav a cumpărat de la AVAS firma Cerealcom Tulcea, ale cărei active erau evaluate la aproximativ 4 milioane de dolari, fără licitație, la un preț de 770.000 de dolari.